# 拉斯馬塔斯德聖克魯斯
19°40′12″N 71°30′0″W / 19.67000°N 71.50000°W
拉斯馬塔斯德聖克魯斯（西班牙語：Las Matas de Santa Cruz），是多明尼加共和國的城鎮，位於該國西北部，由基度山省負責管轄，面積109.51平方公里，2012年人口18,756，人口密度每平方公里170人。